# ラスティ・ラッセル
ポール・"ラスティ"・ラッセル（Paul "Rusty" Russell、1973年1月18日 - ）は、オーストラリアの自由ソフトウェアプログラマであり、その支持者である。

## ソフトウェア開発
ラッセルはLinuxオペレーティングシステム上にパケットフィルタリングシステムである、ipchainsそしてその後継である、netfilter/iptablesを作成した。2003年現在、リーナス・トーバルズは彼を最重要人物 (Top deputies) の一人と位置づけている。2002年、ラッセルは、"Trivial Patch Monkey"という、スペルミスの修正、（数行程度の）ワンライナーな修正、ソースコードではなくドキュメントの調整、その他ほんのささいなコードベースへの修正を行うための、つまらないパッチをLinuxカーネルハッカーから受け付けるための電子メールアドレスを開設したと発表した。エイドリアン・バンク (Adrian Bunk) が2005年に役割を受け継いでいる。2006年には、ラッセルはLinuxカーネル上に準仮想化（Template:Lang-n-short) 環境を構築する、"lguest"というシステムの開発を開始し、その主要開発者となった。2009年10月、彼は、公式にSamba開発チームに招聘され、"SAMBATシャツ"を受け取った。

## オーストラリアの自由ソフトウェアコミュニティ
ラッセルは、1999年に、モナシュ大学の"Conference of Australian Linux Users"というカンファレンスの設立を計画し、その指揮を取っている。その後、この会合はlinux.conf.auとなり、現在も年1回開催されるカンファレンスとなっている。
ラッセルは、Linux Australiaの知的財産権アドバイザーを務め、また、アメリカ合衆国とオーストラリアとの自由貿易協定である、豪米自由貿易協定 (Australia – United States Free Trade Agreement) に含まれる、知的財産権分野について、批判とその対抗策への支持を行うよう積極的に活動している。彼は、2004年にLinux Australiaの委員も務めていた。
ラッセルは、2005年、linux.conf.auにて、自由ソフトウェアコミュニティへの貢献を讃えられ、(それ自身彼が名付け親ではあるが、)Rusty Wrench賞の初代受賞者となった。

## 略歴
ラッセルは、彼の妻、アリー・ラッセル (Alli Russell) と別居状態である。彼らには、2008年に一人娘が生まれている。